# Calhambola
Calhambola foi um termo muito utilizado durante o período da escravidão no Brasil para se referir a escravos fugidos que, sem meios de sobrevivência, vagavam pelas áreas rurais do país.
Viviam em matas ou áreas de difícil acesso e, durante a noite, maltrapilhos, fazendo uso da escuridão, invadiam propriedades rurais para roubar mantimentos, roupas e outros objetos de que necessitavam.
Devido a sua má aparência, aos poucos se transformaram em mito e personagens de histórias para assustar crianças e donzelas.

## Literatura
Entre os livros que fazem referência aos calhambolas na literatura brasileira, estão:
- Til, de José de Alencar;
- O Calhambola, de Trajano Galvão de Carvalho.